# Heteroonops castelloides
Espèce
Heteroonops castelloides est une espèce d'araignées aranéomorphes de la famille des Oonopidae.

## Distribution
Cette espèce est endémique de la province de La Vega en République dominicaine,. Elle se rencontre à Cienaga dans le parc national Armando Bermúdez.

## Description
Le mâle holotype mesure 1,72 mm et la femelle 1,98 mm.

## Publication originale
- Platnick & Dupérré, 2009 : The goblin spider genus Heteroonops (Araneae, Oonopidae), with notes on Oonops.  American Museum Novitates, no 3672, p. 1-72 (texte intégral).